# Pedro Escudero Zumel
Pedro Escudero Zumel (Valladolid, 13 de julio de 1976) es un escritor español. Sus relatos han sido publicados en revistas, fanzines y e-zines, así como antologías colectivas. Es miembro de la Asociación Española de Escritores de Terror (Nocte).

## Antologías propias
- 2009 - La escalera de San Gregorio (Editorial Novel Mundo) ISBN 978-84-92949-07-6.
- 2010 - Esa bella melodía (Editorial 23escalones) ISBN 978-84-15-10437-7.
- 2011 - Zombi Kindergarten (Editorial 23escalones) ISBN 978-84-15-10448-3.
- 2014 - Oscuralia (Kelonia Editorial) ISBN 978-84-942366-3-1.
- 2020 - Bree y el misterio de Slendermar (Saco de Huesos Ediciones).

## Relatos publicados
- Todo es empezar en Calabazas en el Trastero: Entierros (Saco de huesos, 2009) ISBN 978-84-9886-370-3.
- Ajenjo en Antología Z2 (Dolmen Editorial, 2010) ISBN 978-84-9886-370-3.
- El secreto en Calabazas en el Trastero: Bosques (Saco de huesos, 2010) ISBN 978-84-938076-8-9.
- La improbable historia del fantasma espacial Guy de Corneille en Taberna Espectral (Editorial 23escalones, 2010) ISBN 978-84-15104-57-7.
- La soga en Errores de percepción (DH ediciones, 2011) ISBN 978-84-938301-3-7.
- Los pájaros cantando en Cuento de Otoño y otros relatos (Ediciones Evohé, 2011) ISBN 978-84-938901-0-0.

## Juegos de rol
- Kilenia en De buena cosecha (Nosolorol Ediciones, 2013) ISBN 978-84-940709-1-4.

## Premios
- 2014 Segundo clasificado en el certamen de relatos La ciudad soñada, de Onteniente con Parisinos.[1]
- 2011 Segundo clasificado en el certamen Hislibris de relato histórico con Los pájaros cantando.
- 2010 Finalista en el certamen Hislibris de relato histórico con Las últimas voluntades de la camarada Soledad.